# Petrowskoje
Petrowskoje (russisch Петро́вское) ist eine Siedlung städtischen Typs und ehemalige Stadt in der Oblast Jaroslawl (Russland) mit 4875 Einwohnern (Stand 14. Oktober 2010). Sie liegt im Rajon Rostow, etwa 20 km südwestlich von dessen Hauptort Rostow sowie rund 180 km nordöstlich von Moskau.
Durch Petrowskoje verläuft die Fernstraße M8 und die parallele Eisenbahnstrecke Moskau–Jaroslawl, welche eine Teilstrecke der Transsibirischen Eisenbahn ist. Der Ort wird mit dem kleinen Regionalbahnhof Petrowsk angebunden.

## Geschichte

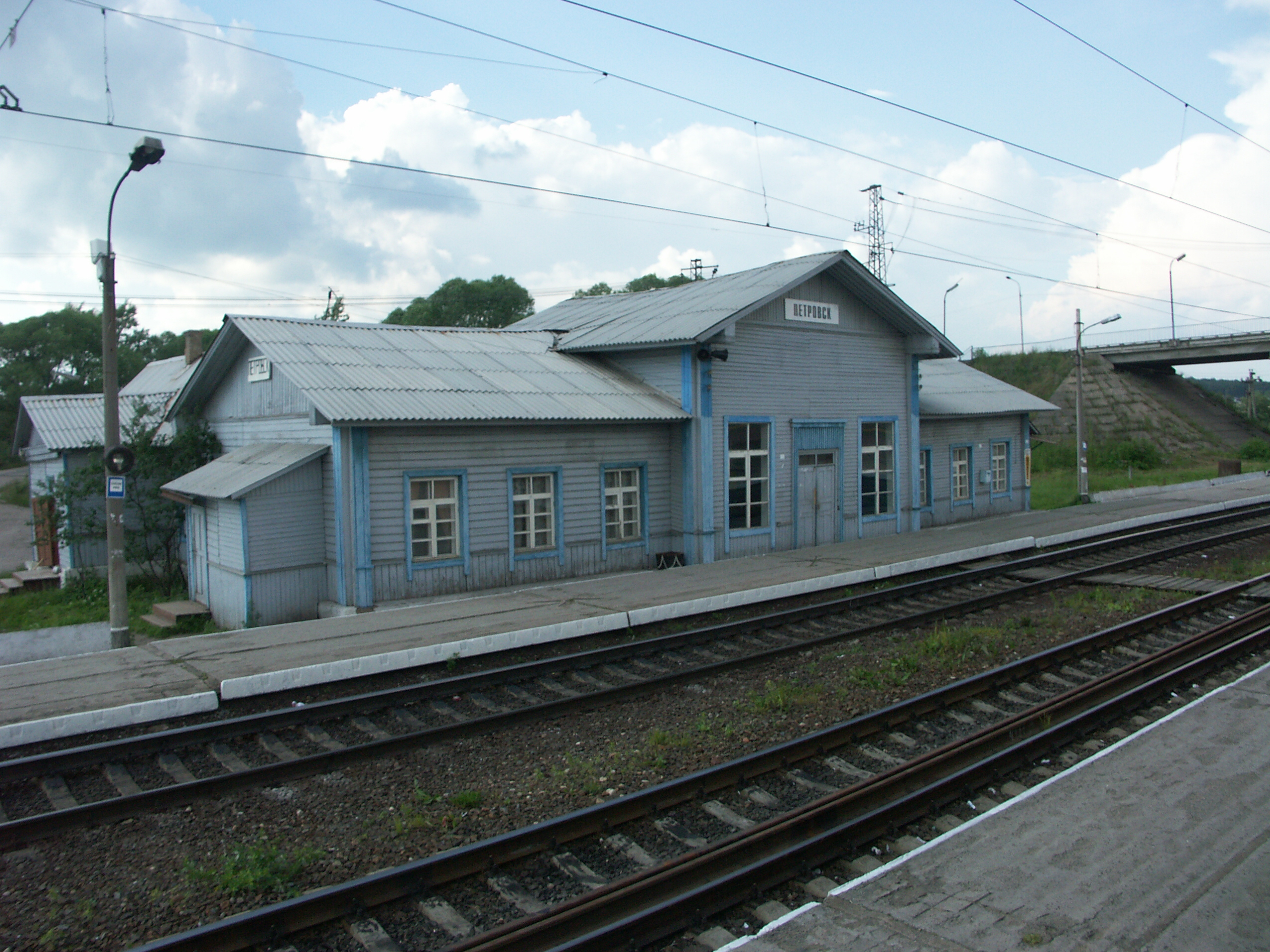
Bahnhof Petrowsk

Erstmals schriftlich erwähnt wurde die Ortschaft Petrowskoje um 1207. Eine weitere Erwähnung gab es in Urkunden des späten 15. Jahrhunderts, wo Petrowskoje als ein Besitztum des Rostower Metropoliten genannt wurde. Zum Anfang des 18. Jahrhunderts zählte das Dorf rund 230 Einwohner.
Im Zuge der Verwaltungsreform im Russischen Reich Ende des 18. Jahrhunderts wurde der Ort dem Gouvernement Jaroslawl unterstellt und erhielt als Petrowsk Stadtstatus. Zur gleichen Zeit wurde auch ein eigenes Stadtwappen von Petrowsk erarbeitet, welches mit der Abbildung eines Bären mit einer Streitaxt stark an das Wappen der Provinzhauptstadt Jaroslawl anknüpft. 1783 wurde im Zentrum von Petrowsk die Peter-und-Paul-Kirche errichtet, bis heute eines der bekanntesten Bauwerke im Ort mit einem Glockenturm, der ein in Buckinghamshire hergestelltes Uhrwerk beherbergt.
Obwohl durch Petrowsk in den 1870er-Jahren die Eisenbahnlinie von Moskau nach Jaroslawl verlegt wurde, verlor es den Stadtstatus im Jahre 1925. Seit 1943 ist Petrowskoje offiziell eine Siedlung städtischen Typs.

### Bevölkerungsentwicklung
| Jahr                                       | 1897 | 1939 | 1959 | 1970 | 1979 | 1989 | 2002 | 2010 |
| EinwohnerzahlAnmerkung: Volkszählungsdaten | 1505 | 3741 | 5027 | 5671 | 5958 | 5635 | 5438 | 4875 |

## Wirtschaft
Die wichtigsten Betriebe des Ortes sind im Bereich der Baustoffindustrie, der Landwirtschaft und der Holzverarbeitung angesiedelt.